# Noturus taylori
Noturus taylori é uma espécie de peixe da família Ictaluridae.
É endémica dos Estados Unidos da América.